# Gourlay-Halbinsel
Die Gourlay-Halbinsel ist eine Halbinsel, die den südöstlichen Ausläufer von Signy Island im Archipel der Südlichen Orkneyinseln bildet. Sie ist an ihrer Basis 160 m breit und verbreitert sich seewärts bis auf 650 m. Der seewärtige Abschnitt teilt sich in die Landspitzen Pantomime Point, Pageant Point und Gourlay Point auf.
Teilnehmer der britischen Discovery Investigations nahmen 1933 eine Vermessung vor. Der Falkland Islands Dependencies Survey (FIDS) wiederholte dies im Jahr 1947. Das UK Antarctic Place-Names Committee benannte sie nach der gleichnamigen Landspitze. Deren Namensgeber ist Ronald George Gourlay (1900–1987), Ingenieur auf den Schiffen RRS Discovery bzw. RRS Discovery II bei den Forschungsfahrten in der Zeit von 1925 bis 1927, 1929 bis 1937 und von 1937 bis 1939.